# Smírčí kříž v Nedvězí
Smírčí kříž stojí u silnice II/570 (ulice Jilemnického) v malém parčíku na konci obce Nedvězí v Olomouci spolu s pomníkem obětem první světové války a kamenného kříže z roku 1869. Je chráněn jako kulturní památka České republiky.

## Popis
Smírčí kříž je připomínkou neznámé události. Jeho datace se odhaduje na období v rozsahu 15. až 17. století. Pískovcový kříž je hrubě opracován s povrchovými nerovnostmi. Vodorovné břemeno je zaobleno, svislé břemeno se k patě kónicky rozšiřuje. Kříž je vysoký 0,80–0,90 m a rozpětí ramen je 0,55–0,56 m, tloušťka je 0,24 m. Na kříži bylo údajně jméno Jakub Wais. Smírčí kříž byl v roce 2015 na náklady města Olomouc opraven.